# ديفوسية جيوجية
ديفوسية جيوجية (الاسم العلمي: Devosia geojensis) هي نوع من البكتيريا الهوائية، سلبية الغرام، تتبع جنس الديفوسية. كانت قد عُزلت من تربةٍ ملوثةٍ بالديزل في جيوجي في كوريا الجنوبية.